# Andrej Rubljov
|  | For tennisspilleren, se Andrej Rubljov (tennisspiller) |
Andrej Rubljov (eller Skt. André, russisk: Андрей Рублёв, tr. Andrej Rubljov) var ikonmaler og munk, der levede i Rusland i 1400-tallet.
Rubljov blev født omkring 1360-1370 og er død imellem 1427 og 1430, og blev i 1988 erklæret for helgen i den russisk-ortodokse kirke, med navnedag den 4. juli.
Rubljovs liv har dannet forlæg for filmen Den yderste dom fra 1966, instrueret af den legendariske russiske instruktør Andrej Tarkovskij.